# ذباح (اسم)
ذباح هو اسم علم مذكر من أصل عربي، ومعناه هو صيغة المبالغة من ذابح، الذي يذبح كثيرًا الجسور المقدام الذي لا يتخوف من الذبح، القاتل الكريم.

## وصلات خارجية
- موسوعة السلطان قابوس لأسماء العرب نسخة محفوظة 5 أبريل 2019 على موقع واي باك مشين.